# Nuʿmaniyya
Nuʿmaniyya (ou Al-Na'maniya) est une ville irakienne située sur la rive droite du Tigre dans la province de Wasit, à environ 140 km  au sud-est de Bagdad. 
Elle doit son nom à son bâtisseur lakhmide Nuʿman. 
Elle abrite le tombeau du poète Mutanabbi, et divers centres d'entraînement de l'armée irakienne.